# معركة بزاخة
معركة بُزاخة هي معركة حصلت عام 11 هـ في فترة حكم أبو بكر الصديق، وهي جزء من حروب الردة، وسميت بهذا الاسم نسبة لبزاخة، وهي ماء لطيئ بأرض نجد، انتهت بانتصار المسلمين.

## أسباب المعركة
ادعي طليحة بن خويلد الأسدي النبوة في حياة النبي محمد بنجد، فأَرسل إِليه النبي ضرار بن الأزور الأَسدي لقتاله فيمن أَطاعه، ثم مات النبي محمد، فعظُم أَمر طليحة وأَطاعه بنو أسد بن خزيمة وبنو غطفان، وزعم أَنه يأْتيه جبريل بالوحي، فأَرسل إِليه الخليفة الجديد أبو بكر الصديق خالد بن الوليد لقتاله.

## أحداث المعركة
أرسل خالد بن الوليد كلُا من ثابت بن أقرم وعُكَّاشة بن مِحْصَن للاستطلاع، فقتل طليحةُ أَحدَهما، وقتل أَخوه سلمة الآخر. ثم سار خالد حتى نزل بجبلي أجا وسلمى، والتقى مع طليحة بمكان يقال له بزاخة، وكان مع طليحة عيينة بن حصن في سبعمائة من قومه بني فزارة الغطفانيين، واصطف الناس، وجلس طليحة ملتفاً في كساء له يتنبأ لهم، يُظهر أنه يوحى إليه، وجعل عيينة يقاتل، حتى إذا ضجر من القتال جاء عيينة إلى طليحة وهو ملتف في كسائه. فقال: «هل أَتاك جبريل؟» فقال: «لا»، فأَعاد إِليه مرتين، كل ذلك يقول: «لا»، فقال عيينة: «لقد تركك أَحْوَجَ ما كنت إِليه!»، فقال طليحة: «قاتلوا عن أَحسابكم، فأَما دين فلا دين» فقال عيينة: «يا بني فزارة انصرفوا»، وانهزم.

### نتائج المعركة
انهزم طليحة، فلما جاءه المسلمون، ركب على فرس كان قد أعدها له، وأركب امرأته النّوار على بعير له، وهرب طليحة بامرأته إلى الشام فنزل على بني كلب، وأسر خالد عيينة وبعث به إلى المدينة أسيرًا، فدخل المدينة وهو كذلك، فجعل الولدان والغلمان يطعنونه بأيديهم ويقولون: «أي عدو الله ارتددت عن الإسلام»، فيقول: «والله ما كنت آمنت قط.»
وقف عيينة بين يدي أبي بكر، واستتابه وحقن دمه، ثم عاد إلى إسلامه، وكذلك فعل أبي بكر مع قرة بن هبيرة وكان أحد أمراء طليحة. أما طليحة فعاد إلي الإسلام بعد ذلك، واعتمر أيام الصديق، ثم شهد بعد ذلك معركة القادسية ومعركة نهاوند الذي قُتِل فيها.